# Guynemerpaviljoen
Het Guynemerpaviljoen is een museum in de Belgische deelgemeente Poelkapelle dat de herinnering aan de Franse piloot Georges Guynemer levendig houdt. Daarnaast is er aandacht voor het leven van een aantal andere piloten uit de Eerste Wereldoorlog. Centraal in het museum is er een replica te zien van een vliegtuig, de Morane-Saulnier L, een van de vliegtuigen die Guynemer aan 53 erkende luchtoverwinningen hielp.
Het museum opende zijn deuren op 17 maart 2018 en staat vlak bij het herdenkingsmonument voor Georges Guynemer in het centrum van Poelkapelle. Het museum belicht de evolutie van de luchtvaart tot 1918 aan de hand van foto's en levensverhalen van geallieerde piloten en hun Duitse tegenstanders in de oorlog van 1914-1918. Naast het leven van Guynemer wordt ook dat van onder meer de luchthelden Willy Coppens de Houthulst, Manfred von Richthofen, Reginald Warneford, René Fonck en Oswald Boelcke belicht. Filmmateriaal geeft extra informatie over de luchtoorlog die zich hoofdzakelijk rond en op de grens tussen Frankrijk en België afspeelde.

## De replica van de Morane-Saulnier L
De replica werd gebouwd door leerlingen van het Vrij Technisch Instiuut (V.T.I.) van Ieper. Plannen van het toestel werden in Finland teruggevonden. De motor was een gift van het Belgisch Leger in 1927 aan de Sint-Jozefvakschool van Ieper.

## Galerij

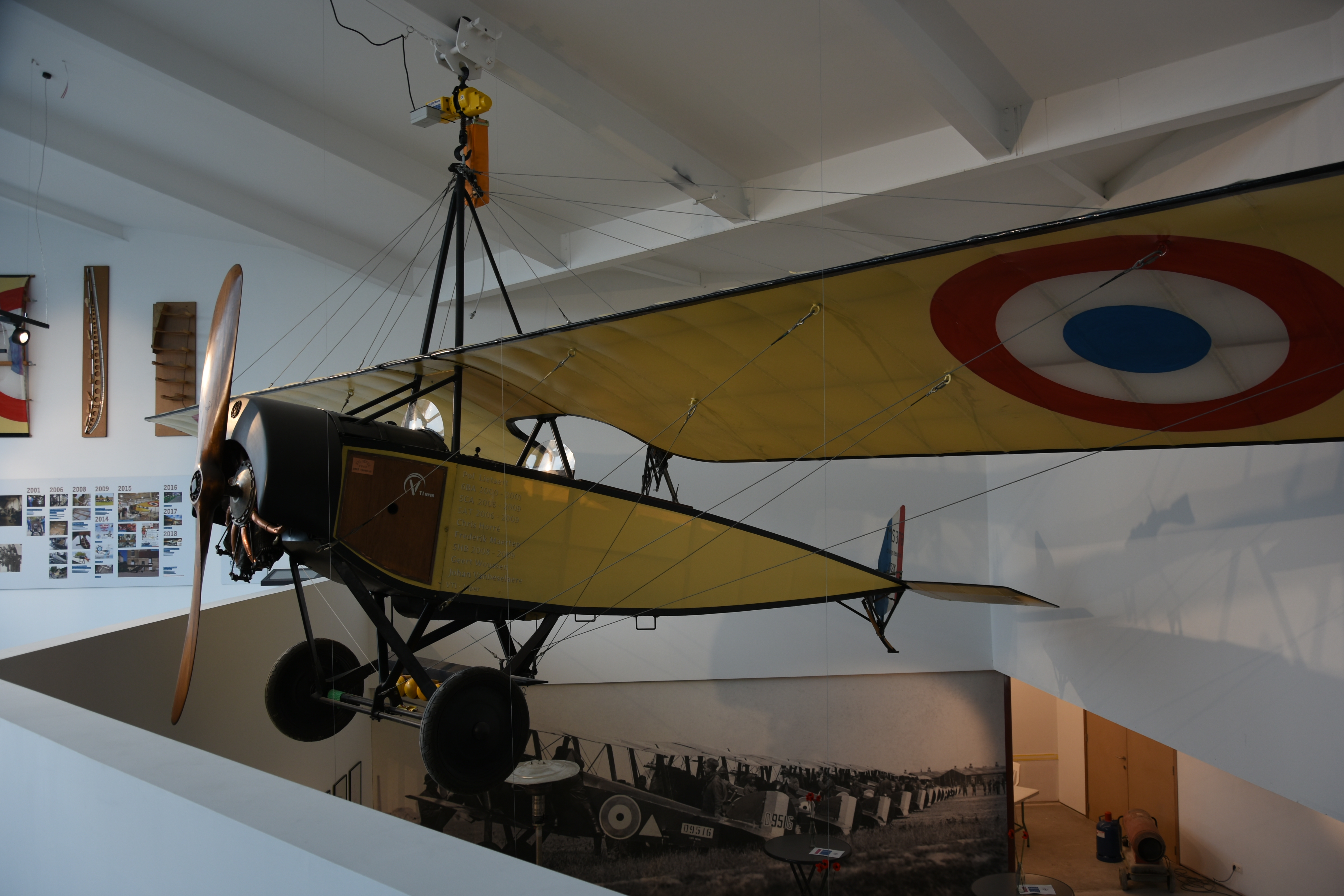
De replica van de Morane-Saulnier L
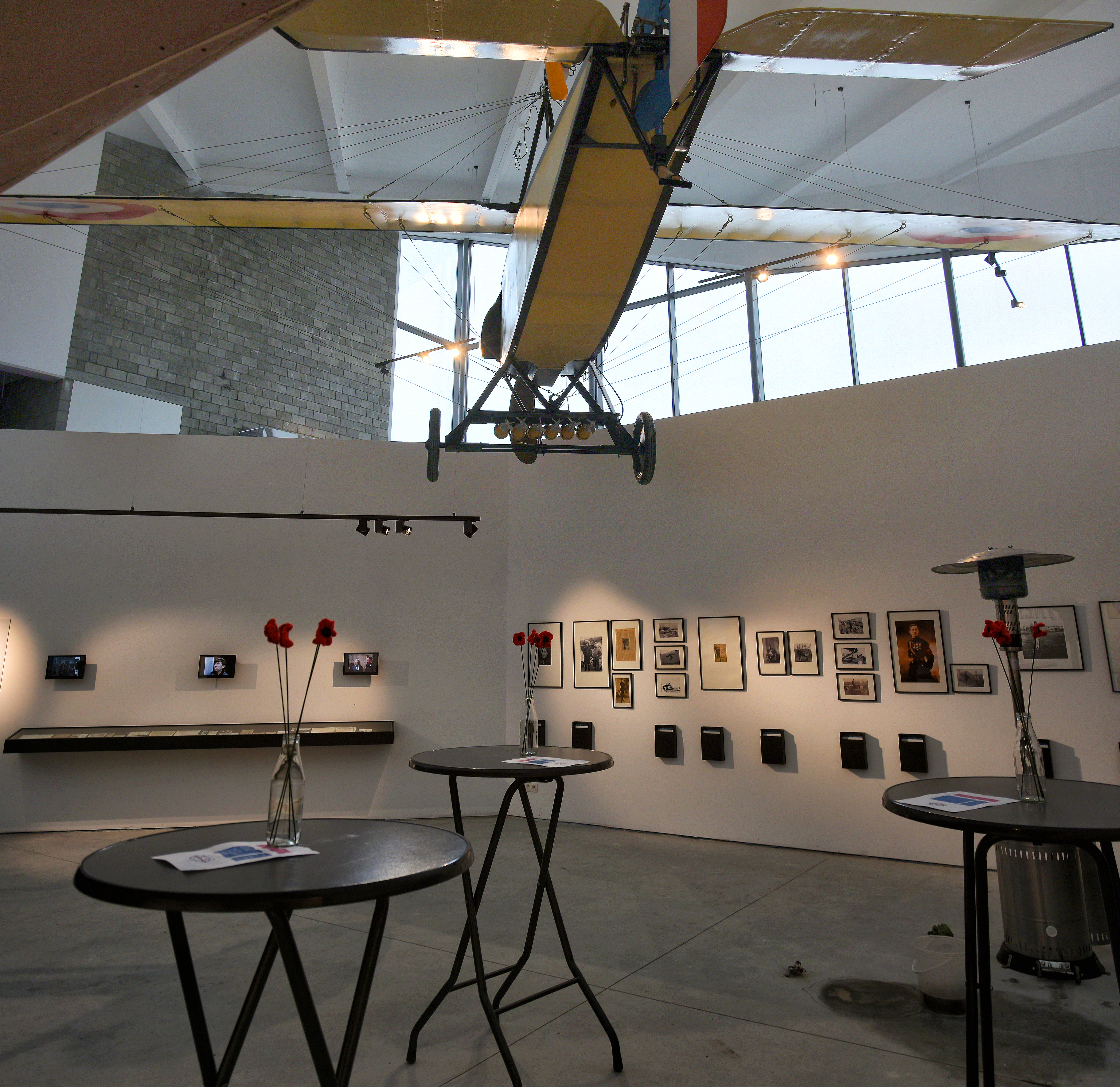
De centrale hal
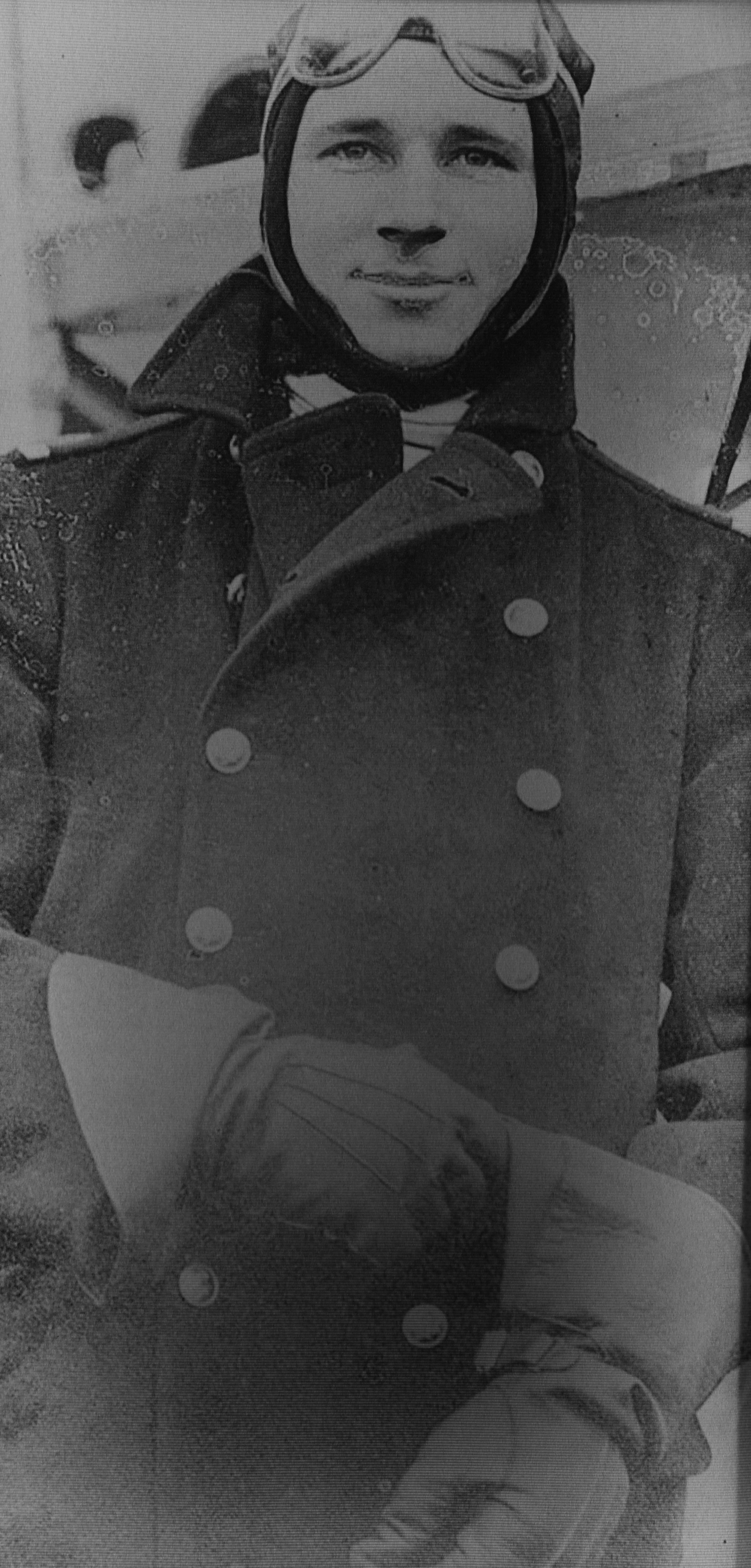
Reginald Warneford
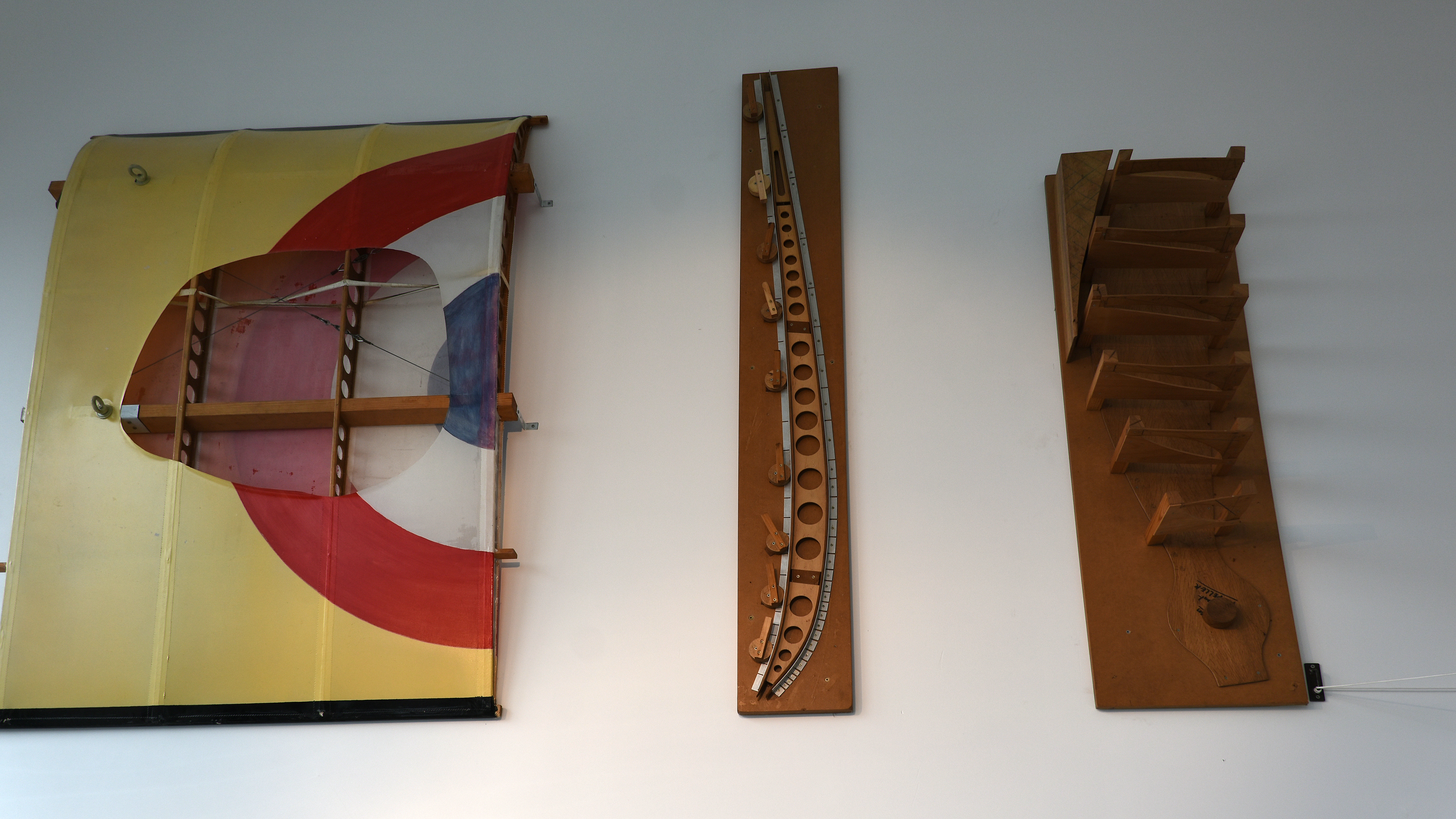
Constructie van de vleugel van de Morane-Saulnier L
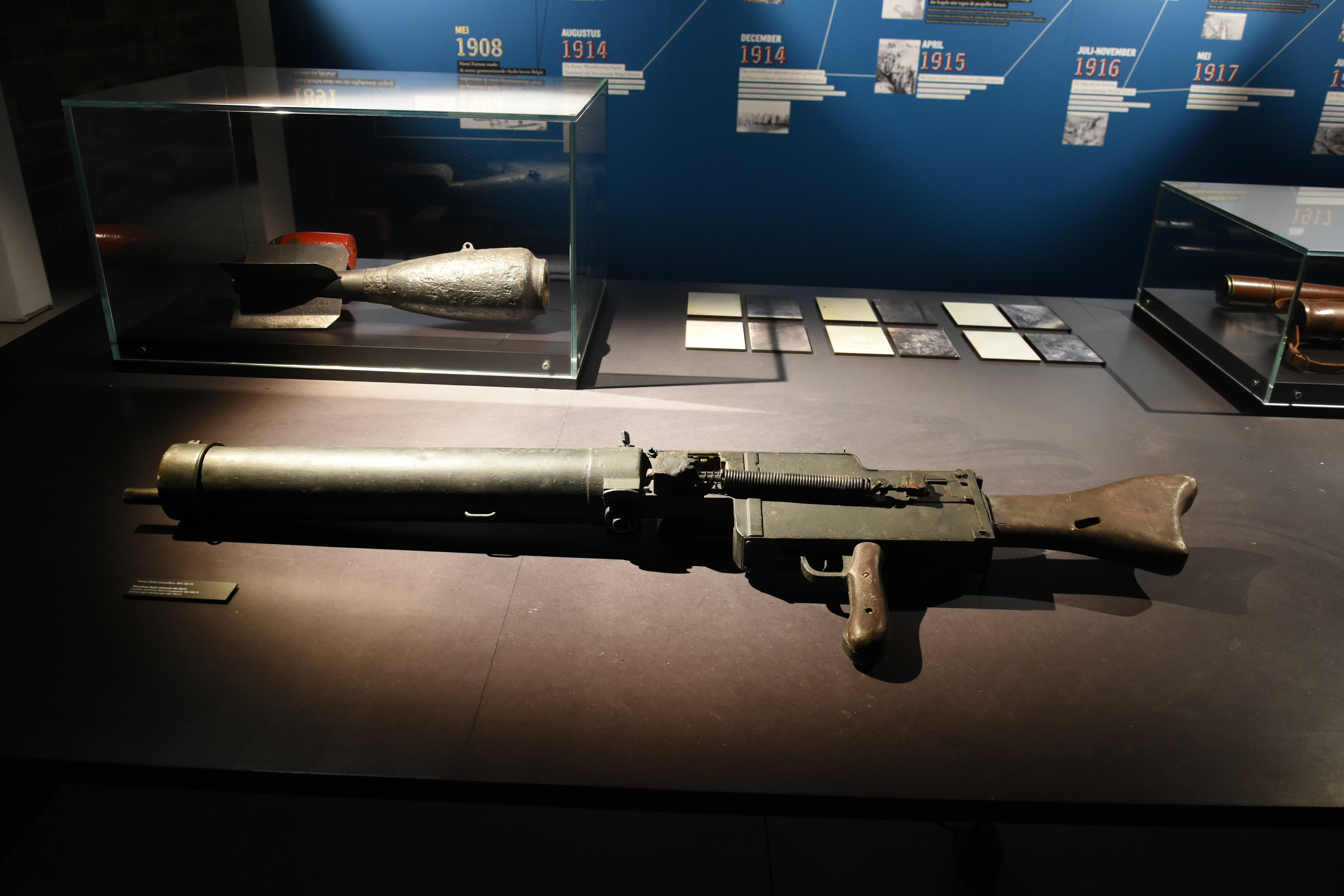
Een MG 08/15, gebruikt aan boord van Duitse vliegtuigen in Wereldoorlog I
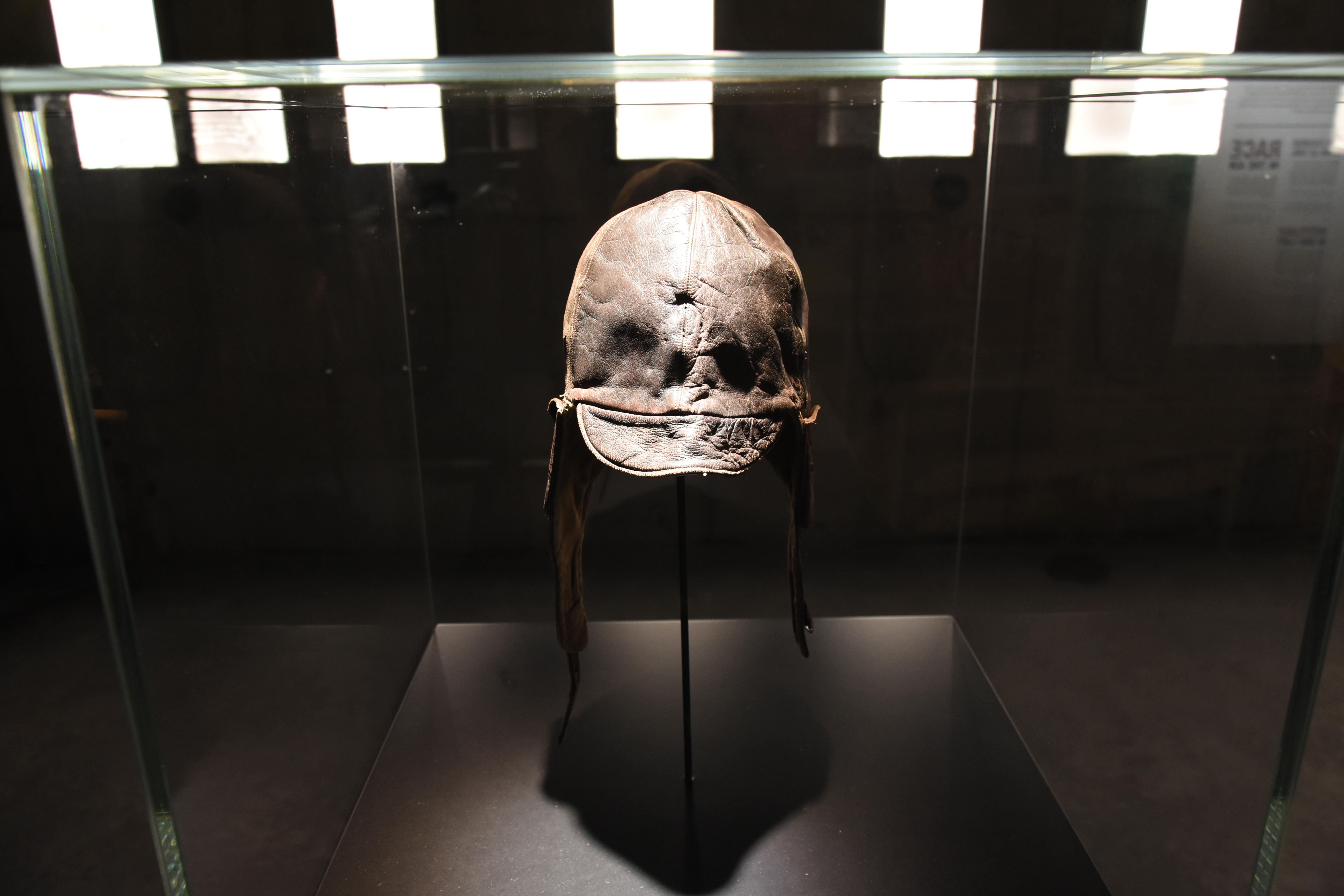
Hoofddeksel van een piloot uit Wereldoorlog I